# Dekanat dubrowieński
Dekanat dubrowieński – jeden z dwudziestu jeden dekanatów wchodzących w skład eparchii witebskiej i orszańskiej Egzarchatu Białoruskiego Patriarchatu Moskiewskiego.
Dziekanem jest protojerej Aleksander Kozłow.

## Parafie w dekanacie[1]
- Parafia św. Mikołaja Cudotwórcy w Dubrownie
  - Cerkiew św. Mikołaja Cudotwórcy w Dubrownie
- Parafia św. Trójcy w Dubrownie
  - Cerkiew św. Trójcy w Dubrownie
- Parafia św. Ducha w Lądach
  - Cerkiew św. Ducha w Lądach

## Galeria

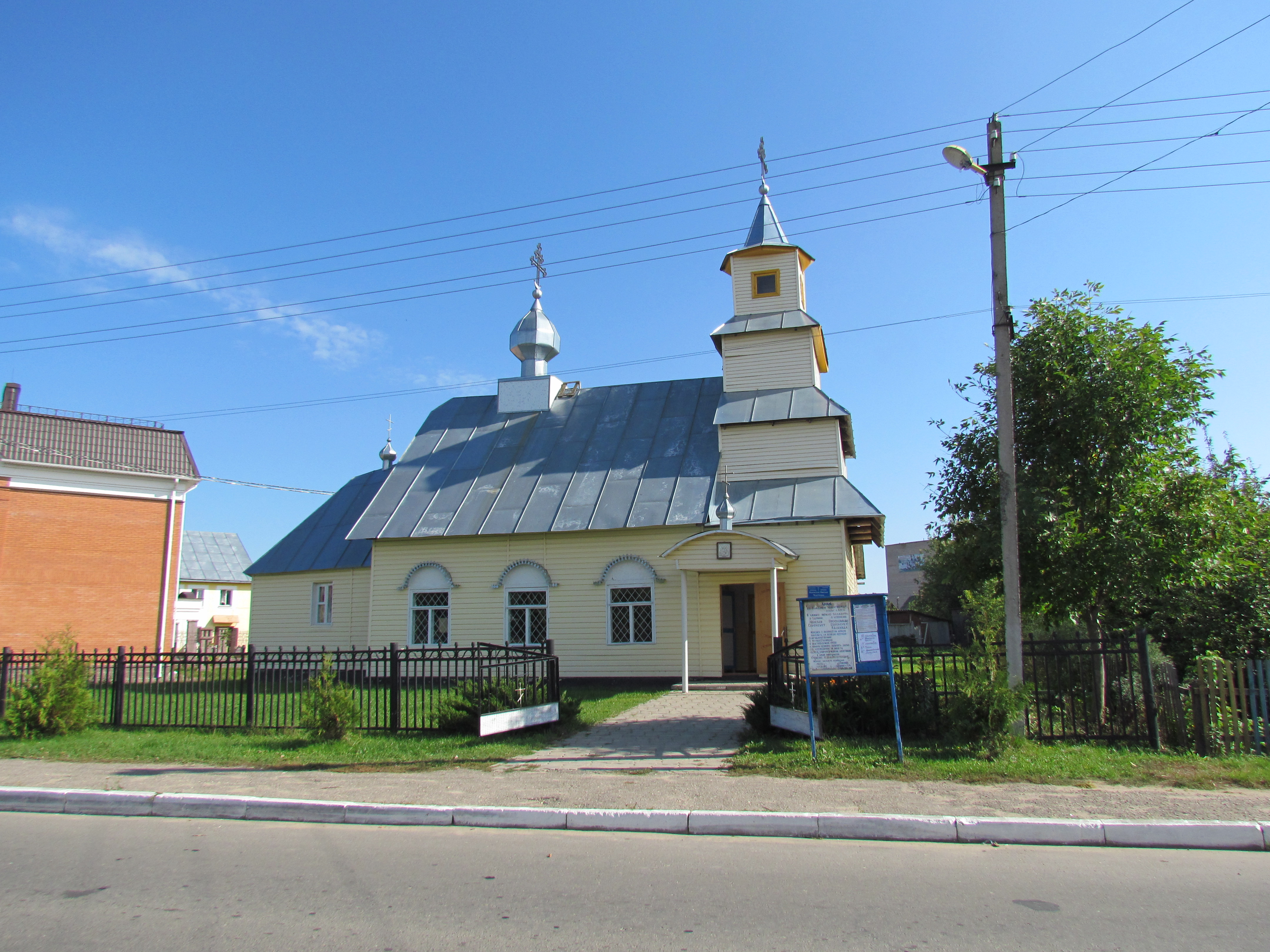
Cerkiew św. Mikołaja Cudotwórcy w Dubrownie